# Діди воювали (мем)

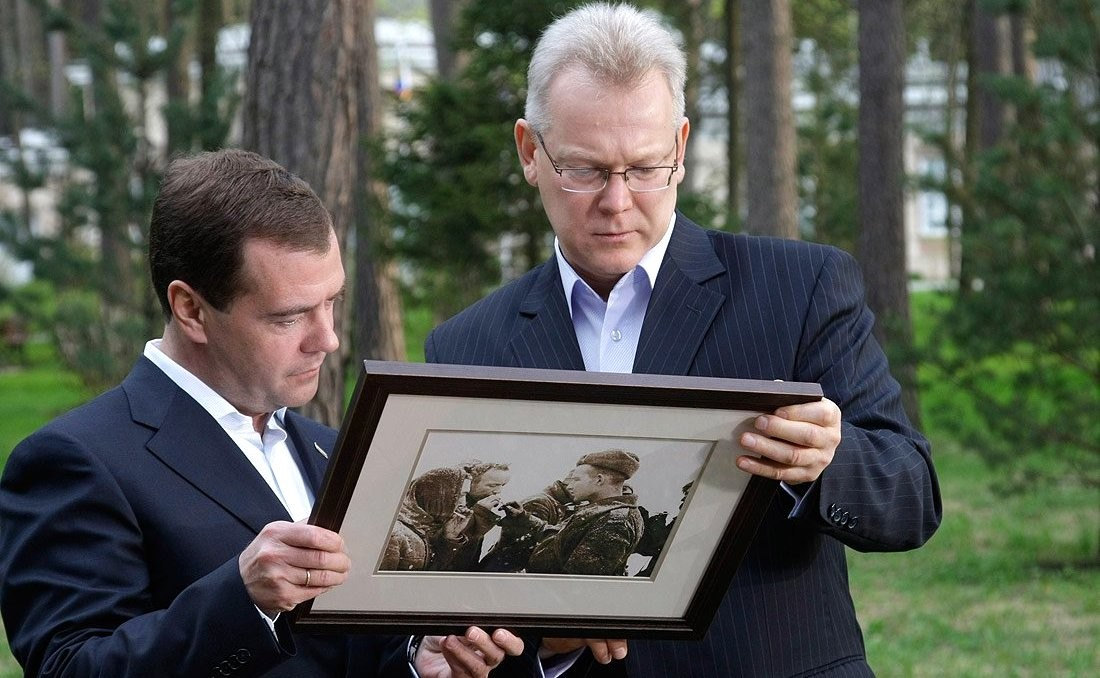
7 травня 2010 року, в переддень «9 травня», перед початком інтерв'ю «Известиям» головний редактор газети Віталій Абрамов подарував Дмитру Медведєву знімки першої кореспонденції Павла Трошкіна. Такий хід в роботі ЗМІ повинен символізувати для аудиторії значущість дарунку, щире зацікавлення Мєдвєдєва і безстрашність легендарного фотографа народженого в Симферополі Павла Трошкіна в захисті Росії, та слугувати підживкою для асоціацій, котрі повинні підводити і до «Культу Великої перемоги». На фотознімку двоє людей ніби розглядають фотороботу Трошкіна ззаду тому, щоб для публіки було зрозуміло, який сюжет їм представлено для образу-штампу.

Діди воювали (рос. Деды воевали) — російський псевдопатріотичний інтернет-мем, культ «шанування» ветеранів нацистсько-радянської війни та ідеологічне кліше, інформаційний продукт маніпулятивного впливу російської пропагандистської машини. «Діди воювали» — це ще один елемент символічного ряду в ідеалізації «Культу Великої перемоги». Це так звана «духовна скрепа» на позначення концептуалізації «традиційної цінності» в формі запропонованої асоціації для зв'язку з «спільною історичною пам'яттю та спільних поглядів на суспільний розвиток». «Діди воювали» це елемент ідеалізації в «Культі Великої перемоги» що визначається не лише як складова ідеологічної агресії Росії проти сусідніх держав чи «побєдобєсія» і як виправдання сталінізму, а й відмовою від справжнього обличчя цієї війни — яка є не лише героїчною, а й дійсно кошмарною, де люди були «сміттям», чиє життя не рахували.
Ідеологема «діди воювали» — невід'ємний елемент символічного ряду ідеологем-символів: «Культ Великої Перемоги», «георгіївська стрічка», «великий полководець Сталін», «Севастополь — місто російської слави», «Крим — наш!», «Руській мір», «Новоросія», «народне ополчення ДНР» (котре «рятує від карателів-фашистів») тощо.
«Діди воювали» — маніпулятивний прийом котрий активно застосовувала російська пропаганда, спершу маркуючи пам'ять про трагічні події Другої світової війни георгіївськими стрічками, а потім одягаючи їх на противників опозиції та Євромайдану, а згодом і цілісності України.
Георгієвські стрічки стали маркерами як інформаційної, так і «гарячої» війни, утворивши «колорадів» з однієї сторони та «укропів» з іншої (українська сторона вчасно і влучно наділила це прізвисько патріотичною конотацією), так зване «ополчення», яке намагаються видати за самоназву місцевих колаборантів.
Ідеологема «діди воювали» в путінському міфі «Новоросія» поєднується із різнорідними елементами цього міфу, зокрема з «культом Великої Вітчизняної війни»: «Саме перемогу СРСР у війні сприймають за головний доказ правоти справи донбаського сепаратизму. Адже в рамках місцевої ідеології («особливого шляху Донбасу»), він протистоїть «фашистам», захищаючи цінності, за які «діди воювали».
Не зважаючи на культ «дідів, що воювали» лише 40% молодих росіян знають дату початку німецько-радянської війни.
В Росії активно йде процес реабілітації Сталіна і перекручування історії Другої світової війни. На думку Путіна, «росіяни перемогли б у війні і без українців», а Сталін (за опитуваннями Левада-центру, м. Москва) у червні 2017 року очолив рейтинг видатних людей Росії. Він тепер не «кривавий тиран», а «надуспішний менеджер». Перекрутивши історію Другої світової війни, про що В.Путін заявив у прямому ефірі телеканалу «Россия-1» у грудні 2010: «війна виграна… за рахунок індустріальних ресурсів РФ. Це історичний факт», ця історія отримала розвиток вже під час війни на Сході України, коли свої сакралізовані штампи Росія перетворила на символи розпалювання ворожнечі між жителями Донбасу та решти України: «Правий сектор» і бандерівці проти «деды воевали».
| | «Все що зараз відбувається в Росії свідчить про те, що в Росії не пам’ятають історію! Не пам’ятають про те, що відбулося 60–70 років тому! В Росії не визнали геноцидів інших народів і свого народу. Не визнали своїх злочинів проти народів! І знову — про хорошого Сталіна!». |
| — зауважує Лебединський Олексій Ігорович — російський музикант, і фотохудожник, що змушений був покинути Росію | |

Олена Стяжкіна зазначає: 
|  | «ми зіграли з Кремлем в його гру — вони запропонували нам гасло «Деды воевали!», і ми радісно підхопили його з криками: «И наши деды воевали!». І тепер ми б'ємося до повного розподілу країни, з'ясовуючи, чиї діди і з ким, замість того, щоб разом з Європою сказати: «Ніколи більше!» |